# Новогригорівка (Васильківська селищна громада)
Новогриго́рівка — село в Синельниківському районі Дніпропетровської області. Входить до складу Васильківської селищної громади. Населення становить понад 300 осіб. Колишній орган місцевого самоврядування — Павлівська сільська рада. Первина назва Трьомсина.

## Історія
12 червня 2020 року, відповідно до розпорядження Кабінету Міністрів України № 709-р від «Про визначення адміністративних центрів та затвердження територій територіальних громад Дніпропетровської області», увійшло до складу Васильківської селищної громади.
19 липня 2020 року, в результаті адміністративно-територіальної реформи і ліквідації Васильківського району, село увійшло до складу новоутвореного Синельниківського району.

## Географія
Село Новогригорівка розташоване на півдні Синельниківського району. На півдні межує з селом Криворізьке, на сході з селом Каплистівка, на півночі з селом Широке та на заході з селом Граничне Запорізького району Запорізької області.

## Походження назви
Одна із легенд походження первинної назви села Новогригорівка (Трьомсина), пішла від легенди про трьох братів які ходи до однієї дівчини, і коли вона родила сина, то хлопчика назвали Трьомсин. Про це написав відомий український поет, фольклориста, етнографа Іван Манжура в казці «Трьомсин Богатир»

## Освіта
В селі Новогригорівка Васильківського району Дніпропетровської області до 1958 року учні навчалися в чотирьох сільських хатах. У 1958 році була відбудована колишня церковно-приходська школа, яка складалася з трьох приміщень. В зв'язку з відсутністю належних умов навчання поставало питання про будівництво нової школи. 1 вересня 1987 року свято знань і Перший дзвоник пролунав на подвір'ї нової, двоповерхової будівлі школи, яка височіть в центрі села Новогригорівка. Всі жителі села зійшлися на свято щоб помилуватися «новою красунею».
В 2013 1 вересня ми відзначатимемо 25 річницю нашої школи!

## Об'єкти соціальної сфери
- Школа
- Клуб
- Дитячий садок

## Визначні пам'ятки
В селі споруджено пам'ятник, на мармурових плитах якого висічене прізвища 269 жителів села, які загинули під час Другої світової війни.

## Відомі люди

Учні шкіл Запоріжжя у гостях в учасника повстання на броненосці «Потьомкін» Т. В. Чорного. Новогригорівка. 1965 рік.

У Новогригорівці народився і жив колишній матрос, учасник повстання на броненосці «Потьомкін» Т. В. Чорний, нагороджений Радянським урядом орденом Червоної Зірки. Уродженкою цього ж села є В. І. Снісаренко. Як стверджують радянські джерела, ця дівчина стала для багатьох в'язнів концтабору Равенсбрюк взірцем мужності. В березні 1945 року її спалили у газовій печі. Прощаючись з подругами, вона сказала: «Мене везуть на смерть, мене спалять. Але на моєму попелі і в Німеччині виросте комунізм!». Ім'ям Віри Снісаренко в рідному селі названа одна з вулиць, а на її будинку встановлена меморіальна дошка.